# Dark Hearts
Dark Hearts è il terzo album in studio della cantante norvegese Annie, pubblicato nel 2020.

## Tracce
1. In Heaven – 3:41
2. The Streets Where I Belong – 4:10
3. Dark Hearts – 3:58
4. Miracle Mile – 5:07
5. Corridors of Time – 4:32
6. Forever '92 – 4:06
7. American Cars – 3:46
8. Mermaid Dreams – 4:57
9. Stay Tomorrow – 4:05
10. The Countdown to the End of the World – 3:08
11. The Bomb – 4:01
12. The Untold Story – 5:17
13. It's Finally Over – 3:13